# Ulrich Zell

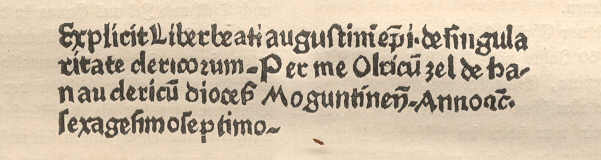
Augustinus de vita christiana, gedruckt von Ulrich Zell in Köln 1467. Explicit (Faksimile, 1840)

Ulrich Zell (* wohl in Hanau; † wohl kurz nach dem 31. August 1507)  war der erste Buchdrucker in Köln.

## Leben
Ulrich Zell stammte aus Hanau, sein Geburtsdatum ist unbekannt. Das Drucken lernte er aller Wahrscheinlichkeit nach, wie die Ähnlichkeit der Drucktypen vermuten lässt, in Mainz bei Peter Schöffer und Johannes Fust. Wahrscheinlich verließ er Mainz, wie viele andere auch, 1462 nach der Einnahme der Stadt durch Adolf von Nassau, die Handel und Gewerbe brach legte. 
Sein erster belegter Druck, Liber Johannis Chrysostomi super psalmo quinquagesimo, stammt aus dem Jahr 1466; sehr wahrscheinlich ist, dass er deutlich früher, womöglich bereits 1462, eine Offizin in Köln eröffnete. Urkundlich wird er in Köln zuerst am 17. Juni 1464 erwähnt, als er sich in die Matrikel der Universität eintragen ließ.
Da Zell sich in dem erwähnten Chrysostomus-Druck einen clericus diocesis Moguntinensis nannte, wird angenommen, dass er sich unter den Schutz des Klerus begeben hatte; er tauchte in den Bürgerlisten und in der Zunft nicht auf und nannte sich erst in späteren Jahren in seinem Kolophon, der (auch Explicit genannten) Schlussschrift der Drucke,  einen Civis Coloniensis.
1471 heiratete er die Kölner Patrizierin Katharina Spangenberg; aus der Ehe ging ein Sohn, Johannes, hervor. Zells Todesdatum ist wie das seiner Geburt unbekannt; der letzte Beleg seines Lebens stammt aus dem Jahr 1507.

## Werk

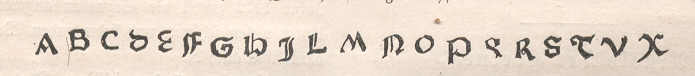
Ulrich Zells Typen (Faksimile, 1840)

Neun verschiedene Drucke von Ulrich Zell sind durch Vermerk im Kolophon belegt. Anhand von typografischen Vergleichen ist man überzeugt, dass aus seiner Presse weit mehr Drucke hervorgegangen sind; die begründete Vermutung liegt unterdessen bei bis zu 120 Drucken. 
Gestützt wird diese Vermutung auch durch die Tatsache, dass Ulrich Zell geschäftlich sehr erfolgreich war. So erwarb er 1471 ein Haus Birklin mit Hof im Viertel Lyskirchen und 1473 den neben dieser Wohnung liegenden Rittersitz der Familie von Lyskirchen. Offenbar hatte er hier auch seine Offizin, denn er gab in seinem Druckerzeichen apud Lyskirchen an. Belegt ist noch eine weitere Anzahl von Häusern und Ländereien, die Zell in der Folgezeit besaß.
Da Ulrich Zells Wohn- und Arbeitsstätte vom universitären und kirchlichen Zentrum Köln, in dem er seinen Absatz hatte, entfernt lag, richtete er 1478 dort eine Filiale ein, die dem Verkauf seiner Druckwerke diente, die er bis 1493 behielt und dann verkaufte. Urkundlich belegt sind auch eine ganze Reihe von geschäftlichen Verhandlungen mit der Kirche in Lyskirchen.
Ulrich Zell druckte vorwiegend im Quart- und Folioformat, in dem er den Professoren und der Universität Köln die Lehrbücher lieferte, vor allem theologische Literatur. Im letzten Jahrzehnt des 15. Jahrhunderts kamen, teilweise in Zusammenarbeit mit Johann Koelhoff dem Jüngeren, auch volkssprachliche Werke hinzu, offenbar aus wirtschaftlichen Erwägungen, da die Konkurrenz auf dem Kölner Buchmarkt stärker geworden war. Letzte Drucke Zells sind mit dem Jahr 1502 datiert.